# Pierre Sither
Pierre Sither est un footballeur français né le 19 février 1957 à La Trinité. Ce joueur évolue au poste d'attaquant.

## Carrière
- 1976-1978 :  RC Strasbourg
- 1978-1980 :  AS Cannes
- 1980-1982 :  LB Châteauroux
- 1982-1983 :  Stade rennais
- 1983-1985 :  RC Paris
- 1986-1987 :  Olympique d'Alès[1]

## Palmarès
- Champion de France de D2 en 1977 avec le RC Strasbourg et en 1983 avec le Stade rennais